# Candidatures pour les Jeux du Commonwealth de 2022
La ville de Durban, en Afrique du Sud, a été initialement élue hôte des Jeux du Commonwealth de 2022 le 2 septembre 2015, lors d'une assemblée générale à Auckland, en Nouvelle-Zélande. Il a été rapporté en février 2017 cependant, Durban pourrait ne pas être en mesure d'accueillir les jeux en raison de contraintes financières. Le 13 mars 2017, la Fédération des Jeux du Commonwealth (CGF) a privé Durban de ses droits d'accueil. Le 21 décembre 2017, Birmingham a été récompensé pour les Jeux de 2022 en tant qu'hôte de remplacement de Durban. Louise Martin, présidente de la Fédération des Jeux du Commonwealth, en a fait l'annonce officielle lors d'une conférence de presse à l'Arena Academy de Birmingham.

## Candidatures pour la2eélection

### Candidature officielle: Birmingham
Le 19 juin 2017, Birmingham a officiellement annoncé sa candidature pour accueillir les jeux. La ville anglaise a déclaré que 95% des sites de compétition sont déjà en place s'ils se voient attribuer l'événement multisports par la Fédération des Jeux du Commonwealth (CGF). Un Alexander Stadium amélioré et rénové est au cœur de la candidature de Birmingham pour les Jeux, le site étant destiné à organiser les cérémonies d'ouverture et de clôture, ainsi que l'athlétisme. Birmingham 2022 a également souligné la capacité de la ville à organiser des événements sportifs majeurs en soulignant le ICC Champions Trophy et The Ashes qui se sont tenus au Edgbaston, ainsi que quelques matches de la Coupe du monde de rugby à XV organisés à Villa Park. Le centre aquatique Sandwell nouvellement construit accueillerait la natation, la paranatation et la plongée. L'Ericsson Indoor Arena de Coventry, située à environ 20 miles de Birmingham, accueillerait la compétition de netball. Le 7 septembre 2017, il a été annoncé que Birmingham avait été choisie comme choix du gouvernement pour une candidature anglaise pour les Jeux, battant une candidature de Liverpool. Il a été annoncé qu'une offre officielle sera soumise au CGF après avoir autorisé l'offre à continuer.

### Candidatures annulées / éliminées

#### Victoria
Le 30 juin 2017, Victoria a officiellement annoncé sa candidature pour accueillir les jeux. Le président du comité de candidature, David Black, a annoncé que la candidature était accompagnée de lettres d'appui du gouvernement provincial, des municipalités locales et de l'Université de Victoria. Lisa Helps, la mairesse de Victoria, a révélé le 30 avril 2017 que la ville de Victoria étudiait une éventuelle candidature pour les Jeux du Commonwealth de 2022. La ville est en train d'obtenir un soutien financier des gouvernements régional, provincial et fédéral au cas où Victoria recevrait les jeux dans l'espoir que les gouvernements provincial et gouvernement fédéral serait prêt à couvrir 75 % du budget estimé à 1 milliard de dollars. Victoria a accueilli pour la dernière fois les Jeux du Commonwealth de 1994. Le 24 août 2017, le gouvernement de la Colombie-Britannique a révélé qu'il ne soutiendrait pas la candidature aux Jeux du Commonwealth de Victoria 2022.

#### Liverpool
Le 16 juin 2017, Liverpool a officiellement annoncé sa candidature pour accueillir les Jeux du Commonwealth de 2022. Le stade d'Anfield de Liverpool FC a été cité comme lieu de la cérémonie d'ouverture et du rugby à sept, tandis que le St George's Hall et le Goodison Park d'Everton FC accueillerait respectivement les finales de squash et de boxe et le Parc Stanley organiserait les boulingrins. La ville propose d'accueillir la natation dans une nouvelle piscine de 50 mètres dans le système de quai du centre-ville qui resterait en place après les Jeux et fournirait à la fois un héritage de natation et d'attraction pour les visiteurs. Parmi les autres propositions figurent le triple saut, le saut en longueur et le saut à la perche sur le quai près de l'île de Man voisine. Le cricket Twenty20 et le cyclisme sur piste, en tant que "sports facultatifs" de Liverpool 2022, auraient lieu à Manchester au Old Trafford Cricket Ground et au vélodrome de la ville. L'Arena & Convention Centre (ACC) Liverpool, qui abrite la Liverpool Arena de 11 000 places, le BT Convention Centre and Exhibition Centre, organiserait le badminton, la gymnastique artistique, le judo, netball et lutte. Le 7 septembre, il a été annoncé que le gouvernement britannique soutiendrait la candidature de Birmingham, ce qui signifie que Liverpool n'irait pas plus loin.

### Candidatures proposées qui n'ont pas été retenues

#### Kuala Lumpur
La Malaisie a exprimé sa volonté de remplacer Durban en tant qu'hôte des Jeux du Commonwealth de 2022. Le président du Conseil olympique de Malaisie (OCM), Tunku Imran qui est également ancien président de la Fédération des Jeux du Commonwealth a déclaré que la Malaisie était prête à intervenir. Cependant, il a également déclaré que la candidature dépendra si l'OCM obtient l'approbation du gouvernement pour le faire. "Nous (OCM) tenons à accueillir les Jeux comme nous les avions organisés à Kuala Lumpur en 1998. Nous avons également toutes les installations et tous les stades pour organiser les Jeux", a-t-il déclaré. La Malaisie a accueilli pour la première fois les Jeux du Commonwealth de 1998. Récemment, KL Sports City à Bukit Jalil a été rénové pour la préparation des 29e Jeux d'Asie du Sud-Est. Plus tard, Imran a suggéré que Kuala Lumpur serait prêt à attendre pour participer à la course pour l'événement 2026 au lieu de l'organiser en 2022.

#### Londres / Manchester
David Grevemberg, PDG de CGF a déclaré le 15 mars 2017 que les responsables de l'organisation avaient suscité l'intérêt de quatre villes d'Angleterre ; Birmingham, Liverpool, Londres et Manchester, avec la possibilité d'envisager une candidature conjointe des quatre villes. Birmingham et Liverpool avaient également annoncé leur intention de soumissionner pour les Jeux du Commonwealth de 2026, Manchester ayant déjà accueilli les Jeux du Commonwealth de 2002. Londres, qui a accueilli les Jeux olympiques d'été de 2012 et les Jeux de l'Empire britannique de 1934 (maintenant connus sous le nom de Jeux du Commonwealth), a exprimé son intérêt pour une candidature commune le 15 mars 2017. Londres et Manchester ont retiré leur intérêt pour l'organisation des Jeux du Commonwealth de 2022, laissant Birmingham et Liverpool comme villes candidates potentielles de l'Angleterre.

#### Cardiff
Le Pays de Galles a envisagé une candidature conjointe avec une ville britannique telle que Liverpool ou Birmingham, à la suite de la CGF déclarant qu'ils envisageraient une candidature conjointe pour les jeux de 2022. Le 27 mai 2017, le gouvernement gallois a déclaré qu'il était en "discussions" avec les villes britanniques intéressées pour organiser des événements en 2022. Ils espéraient accueillir la course cycliste sur route, le triathlon, l'aviron, la voile ou la natation en eau libre en 2022 pour "s'intégrer". avec le point de vente unique des grands espaces du Pays de Galles ». Cardiff a accueilli pour la dernière fois les Jeux de l'Empire britannique et du Commonwealth en 1958. Le Conseil de Cardiff a examiné une candidature pour les Jeux du Commonwealth de 2026 et a travaillé en étroite collaboration avec la société d'ingénierie Arup afin d'établir les modifications nécessaires pour certains lieux possibles et le coût de ces modifications. Après que les prévisions de coûts aient augmenté de 1,3 à 1,5 milliard de livres sterling, le projet a été abandonné. Il travaille maintenant à une candidature galloise multi-villes après 2030,.

#### Edmonton / Toronto
Deux villes du Canada ont d'abord fait part de leur intérêt pour une candidature aux Jeux du Commonwealth, avant que l'attention principale ne se porte sur Victoria. Malgré l'abandon de la 1ère élection en 2015 en raison de la baisse des prix du pétrole, Edmonton a révélé qu'il pourrait se présenter à nouveau comme candidat pour les Jeux de 2022. Les autorités ont cependant décidé de se concentrer sur les Jeux du Commonwealth de 2026.
Le 23 mars 2017, le Conseil municipal de Toronto a annoncé qu'il envisageait de présenter une candidature pour les Jeux du Commonwealth de 2022. Le conseiller James Pasternak a également déposé une requête. Toronto a accueilli les Jeux panaméricains de 2015 et les Jeux parapanaméricains et ils utiliseraient l'infrastructure et les installations qui ont été construites pour ces jeux. Cependant, la proposition était morte après que le personnel de la ville ait recommandé à Toronto de ne pas aller de l'avant avec l'offre en raison des risques et des coûts potentiellement élevés,.

#### Sydney / Melbourne / Adélaïde / Perth
En août 2016, lorsque des inquiétudes concernant la capacité de Durban à organiser les Jeux ont été soulevées, Sam Coffa, le président de l'Australian Commonwealth Games Association, a décrété les préparatifs pour qu'une ville australienne accueille les Jeux du Commonwealth de 2022, si Durban se retirait, ou être dépouillé des jeux.
Le 23 juillet 2017, le directeur général de la Australian Commonwealth Games Association (CGA) Craig Phillips a révélé que l'Australie ne présenterait une offre officielle à la Fédération des Jeux du Commonwealth (CGF) qu'en dernier recours et si un hôte alternatif introuvable. Il a cité la réticence du CGF à organiser deux matchs consécutifs dans le même pays comme justification de la décision, mais a souligné que l'Australie était toujours ouverte à l'accueil.
La ville de la Nouvelle-Galles du Sud de Sydney était le choix préféré de Coffa, déclarant que "la proposition d'une ville comme Sydney est appétissante parce que si l'Australie était tapée sur l'épaule, nous ne sommes pas stupides, nous chercherions où l'infrastructure est à terre." Le Premier ministre de la Nouvelle-Galles du Sud Gladys Berejiklian a ouvertement soutenu une candidature de Sydney, remarquant que les jeux seraient l'occasion de "montrer notre grande ville et nos installations sportives au monde". Sydney a précédemment accueilli les Jeux olympiques d'été de 2000 et les Jeux de l'Empire britannique de 1938.
Le 14 mars 2017, le premier ministre de Victoria Daniel Andrews, a déclaré que le Gouvernement de Victoria n'avait pas exclu de faire une offre pour accueillir les Jeux de 2022, ayant précédemment accueilli les Jeux du Commonwealth de 2006 et Jeux olympiques d'été de 1956.
Le 18 mars 2017, il a été suggéré que Adélaïde en Australie-Méridionale, s'était intéressée à soumissionner pour cet événement. Adélaïde est la seule capitale d'État du continent à ne pas avoir accueilli de jeux. Sydney, Melbourne, Brisbane et Perth ont toutes été sélectionnées et Gold Coast accueille les 2018. Adélaïde a fait une offre pour les Jeux de 1998 mais a perdu contre la Malaisie, avec Kuala Lumpur sélectionné.
Le 16 mars 2017, la Lord Maire de la Perth Lisa Scaffidi, a déclaré que si le Gouvernement d'Australie-Occidentale devait soumissionner pour les jeux, elle le soutiendrait. Elle a déclaré: "Un événement de l'ampleur des Jeux du Commonwealth renforcerait davantage Perth en tant que ville et destination de classe mondiale et stimulerait considérablement l'économie, la ville de Perth soutiendrait certainement le gouvernement de WA s'il devait présenter une offre pour accueillir les Jeux." Perth a accueilli les Jeux du Commonwealth pour la dernière fois en 1962.

## Candidatures pour la1reélection
Deux villes avaient fait des offres confirmées pour les jeux ; Durban, Afrique du Sud et Edmonton, Alberta, Canada. Edmonton a retiré sa candidature en février 2015, laissant Durban comme seule candidature à se présenter à l'Assemblée générale du CGF en septembre 2015.

### Durban
La ville côtière sud-africaine avait déjà envisagé de se porter candidate pour les 2020 ou Jeux olympiques d'été de 2024. Si Durban devait accueillir les jeux, ce seraient les premiers Jeux du Commonwealth organisés sur le continent africain. La deuxième plus grande ville d'Afrique du Sud, Le Cap candidate pour les Jeux olympiques d'été de 2004, mais a perdu face à Athènes. Durban abrite de grands professionnels Natal Sharks, Dolphins et deux équipes de football d'association - AmaZulu FC et Golden Arrows. La ville a déjà accueilli des matchs de la Coupe du monde de football 2010, de la Coupe d'Afrique des Nations 1996 et de la Coupe d'Afrique des nations de football 2013, la Coupe du monde de rugby 1995, ainsi que la Coupe du monde de cricket de 2003. Le Kings Park Sporting Precinct fera partie de la candidature. De plus, Durban a également accueilli la 123e session du Comité international olympique.
Il a été rapporté en février 2017 cependant, Durban pourrait ne pas être en mesure d'accueillir les jeux en raison de contraintes financières. Cela a été confirmé un mois plus tard, le 13 mars 2017, lorsque la Fédération des Jeux du Commonwealth (CGF) a privé Durban de ses droits d'hôte.

### Edmonton
Edmonton est la cinquième plus grande ville du Canada et la deuxième plus grande ville de la province de Alberta. Il abrite un certain nombre d'associations sportives professionnelles (notamment l'équipe de football Edmonton Eskimos (canadienne) et l'équipe de hockey sur glace Edmonton Oilers, vainqueurs de cinq Coupe Stanley). Les Jeux du Commonwealth de 1978, l'Universiade d'été de 1983 et les Championnats du monde d'athlétisme 2001 ont tous eu lieu à Edmonton, et la ville a également accueilli quelques matchs de la Coupe du monde féminine de rugby à XV 2006, la Coupe du monde de football des moins de 20 ans 2007, la Coupe du monde féminine de football des moins de 20 ans 2014 et la Coupe du monde féminine de football 2015,.
Le 11 février 2015, Edmonton a annoncé qu'elle se retirait pour accueillir les Jeux du Commonwealth de 2022, invoquant des raisons financières et une chute mondiale des prix du pétrole. L'équipe de candidature se concentrera plutôt sur l'événement 2026,.

### Candidatures proposées qui n'ont pas été retenues

#### Hambantota
Hambantota était candidat pour accueillir les Jeux du Commonwealth de 2018 mais a perdu contre Gold Coast. Après leur défaite, Ajith Nivard, qui a été coprésident de la candidature, a suggéré que Hambantota puisse à nouveau soumissionner. Malgré l'échec de Hambantota à sécuriser les jeux de 2018, la ville va de l'avant avec la construction de la plupart des sites qui seraient nécessaires.

#### Singapour
Le directeur de la division des sports de Singapour au sein de son ministère du développement communautaire, Koh Peng Keng, a déclaré que Singapour pourrait potentiellement accueillir les Jeux du Commonwealth. Singapour a accueilli les Jeux olympiques de la jeunesse de 2010 et les Jeux asiatiques de la jeunesse de 2009. Singapour a également accueilli diverses autres compétitions comme les Jeux d'Asie du Sud-Est, AFF et AFC.

#### Cardiff
Cardiff était auparavant intéressé à soumissionner pour les jeux de 2022, certains événements devant se tenir à Newport et Swansea, cependant le Conseil de Cardiff a annoncé qu'il était plutôt en pourparlers pour une offre pour les jeux de 2026,,.

#### Birmingham / Bristol / Londres
Le Birmingham Post a rapporté en 2009 que Birmingham envisageait une candidature pour les Jeux du Commonwealth de 2022 ou 2026, mais en septembre 2013, le conseil municipal a cessé d'organiser les jeux, invoquant un manque de fonds pour le faire,.
Le candidat maire de Bristol Marvin Rees s'est engagé à soumissionner pour les Jeux de 2022 ou de 2026 s'il est élu lors de l'élection du maire de Bristol en 2012. Les deux équipes de football professionnel de Bristol Bristol City FC et Bristol Rovers FC ont soutenu la proposition, les deux équipes proposant des stades (Bristol City Stadium et UWE Stadium) devrait faire partie de l'offre. Bristol Bears ont également approuvé la candidature. Cependant, Rees a perdu l'élection face à l'indépendant George Ferguson, qui n'avait pas l'intention de soumissionner pour les Jeux du Commonwealth.
La BBC a rapporté le 18 mars 2013 que Londres envisageait une candidature pour les Jeux du Commonwealth de 2022, en raison de l'organisation des Jeux olympiques d'été de 2012. Cependant, en octobre plus tard cette année-là, il y avait des doutes quant à la poursuite de l'offre. Le maire de Londres Boris Johnson s'est dit préoccupé par le fait que la ville ne serait pas en mesure de payer le budget estimé à 1 milliard de livres sterling.

#### Christchurch
Après les tremblements de terre majeurs du séisme de Canterbury en 2010 et du séisme de Christchurch en 2011, la ville reconstruite prévoyait de soumissionner pour l'édition 2022 afin de présenter la ville au monde. L'idée a été lancée par l'homme d'affaires Humphry Rolleston lors des audiences sur le projet de plan central de la ville, et le maire, Bob Parker, a repris l'idée. Christchurch a précédemment accueilli les Jeux du Commonwealth (alors Jeux du Commonwealth britannique) en 1974. Christchurch, et toute candidature de la région d'Océanie, a ensuite été mise en doute avec l'attribution des jeux de 2018 à Gold Coast, en Australie.

## Préoccupations initiales concernant le manque d'intérêt pour l'hébergement
Le 22 janvier 2014, la BBC a rapporté que les organisateurs des Jeux du Commonwealth étaient préoccupés par l'avenir de l'événement, après qu'aucun pays membre n'avait manifesté un intérêt sérieux pour l'organisation de l'édition 2022 avec seulement deux mois avant la date limite de mars 2014 pour les candidatures. villes. Le coût élevé des Jeux du Commonwealth de 2014 à Glasgow, avec des rapports compris entre 500 millions et 1 milliard de livres sterling, a nui à la réputation de la compétition à la suite des Jeux de 2010 et les différends entre le conseil d'administration de la Fédération des Jeux du Commonwealth et les fédérations sportives des États membres auraient tous été des facteurs expliquant pourquoi aucune intention sérieuse d'accueil n'avait été faite,. Cardiff, qui poursuivait une candidature pour les jeux de 2026, a déclaré qu'il serait "peu probable" qu'ils portent leur candidature à 2022. Une assemblée générale d'urgence s'est tenue à Kuala Lumpur le 24 janvier pour tenter de résoudre ces problèmes et assurer l'avenir des jeux.
Le 31 janvier 2014, Gideon Sam, vice-président de la Fédération des Jeux du Commonwealth, a été cité dans The Namibian déclarant son intention d'organiser les jeux de 2022 en Afrique à la suite de réunions à Kuala Lumpur : "Nous avons décidé que 2022 sera L'Afrique représente un grand nombre de pays du Commonwealth et nous appelons maintenant les dirigeants africains à être courageux, à s'unir et à se manifester afin que nous puissions accueillir les Jeux du Commonwealth" "Nous ne pouvons pas continuer à faire ce que nous avons fait dans le passé, quand on votait avec l'Asie, l'Océanie ou les Amériques et pas pour nous-mêmes. Le temps est venu de montrer au monde qu'il n'y a pas de lions errant dans les rues ni de gens nus qui se promènent".